# 菅生沼
菅生沼（すがおぬま）は、茨城県坂東市と常総市との間に存在する沼。

## 概要
南北約5.5km、東西約0.4kmであり、水深は浅く、水をたたえるのは主に下沼と呼ばれる南部で、上沼と呼ばれる北部は湿地帯になっている。
北から南へ流れている西仁連川が菅生沼を構成する主流である。下沼の東岸にて東仁連川が合流し、さらに川下で利根川に合流している。東岸にはあすなろの里、西岸にはミュージアムパーク茨城県自然博物館があり、両施設間は歩道（菅生沼ふれあい橋）で行き来することができる。自然が豊かであり、冬になるとコハクチョウが飛来する。
1975年（昭和50年）12月23日、沼自体及び自然度の高いヨシ群落からなる周辺部、カモ類を主とした水禽類等を理由に、茨城県条例により自然環境保全地域（県内最大の面積）に指定された。500種以上の動植物が確認されているといわれる。

## 伝説
地元の伝説によれば、かつて菅生の城主であった越前守胤貞は横瀬能登守長氏の奇襲を受けて滅んだが、生き延びた胤貞の娘・妙が侍女を装って仇討ちの機会を狙った。ところが長氏の息子に恋をしてしまった妙は菅生沼に身を投げ、「白妙姫」と呼ばれる大きな白い鯉となり長く生きたという
。1981年に『まんが日本昔ばなし』でも映像化されている。